# Bruno Nicolè
Bruno Nicolè (Padua, provincia de Padua, Véneto, 24 de febrero de 1940-Pordenone, provincia de Pordenone, Friuli-Venecia Julia, 26 de noviembre de 2019) fue un futbolista italiano. Se desempeñaba en la posición de delantero.

## Selección nacional
Fue internacional con la selección de fútbol de Italia en 8 ocasiones y marcó 2 goles. Debutó el 9 de noviembre de 1958, en un encuentro amistoso ante la selección de Francia que finalizó con marcador de 2-2.

## Clubes
| Club               | País   | Año       |
| ------------------ | ------ | --------- |
| Calcio Padova      | Italia | 1956-1957 |
| Juventus F. C.     | Italia | 1957-1963 |
| Mantova F. C.      | Italia | 1963-1964 |
| A. S. Roma         | Italia | 1964-1965 |
| U. C. Sampdoria    | Italia | 1965      |
| Alessandria Calcio | Italia | 1965-1967 |

## Palmarés

### Campeonatos nacionales
| Título      | Club           | País   | Año     |
| ----------- | -------------- | ------ | ------- |
| Serie A     | Juventus F. C. | Italia | 1957-58 |
| Copa Italia | Juventus F. C. | Italia | 1958-59 |
| Serie A     | Juventus F. C. | Italia | 1959-60 |
| Copa Italia | Juventus F. C. | Italia | 1959-60 |
| Serie A     | Juventus F. C. | Italia | 1960-61 |
| Copa Italia | A. S. Roma     | Italia | 1963-64 |